# Maria Vicolová
Maria Vicolová za svobodna Maria Taitișová (* 17. října 1935 Bukurešť, Rumunsko – 13. března 2015) byla rumunská sportovní šermířka, která se specializovala na šerm fleretem. Rumunsko reprezentovala v padesátých a šedesátých letech. Na olympijských hrách startovala v roce 1960, 1964 a 1968 v soutěži jednotlivkyň a družstev. V soutěži jednotlivkyň získala na olympijských hrách 1960 bronzovou olympijskou medaili. S rumunským družstvem fleretistek vybojovala na olympijských hrách 1968 bronzovou olympijskou medaili a v roce 1969 získala s družstvem titul mistryň světa.